# العلاقات البيروية الموريشيوسية
العلاقات البيروفية الموريشيوسية هي العلاقات الثنائية التي تجمع بين بيرو وموريشيوس.

## مقارنة بين البلدين
هذه مقارنة عامة ومرجعية للدولتين:
| وجه المقارنة                                              | بيرو                                   | موريشيوس                 |
| --------------------------------------------------------- | -------------------------------------- | ------------------------ |
| المساحة (كم2)                                             | 1.29 مليون                             | 2.04 ألف                 |
| عدد السكان (نسمة)                                         | 32.16 مليون                            | 1.26 مليون               |
| الكثافة السكانية (ن./كم²)                                 | 24.93                                  | 617.65                   |
| العاصمة                                                   | ليما                                   | بورت لويس                |
| اللغة الرسمية                                             | اللغة الإسبانية، اللغة الأيمرية، كتشوا | لغة إنجليزية، لغة فرنسية |
| العملة                                                    | سول بيروفي جديد                        | روبي موريشي              |
| الناتج المحلي الإجمالي (بليون دولار)                      | 211.39 مليار                           | 13.34 مليار              |
| الناتج المحلي الإجمالي (تعادل القوة الشرائية) بليون دولار | 393.13 مليار                           | 25.36 مليار              |
| الناتج المحلي الإجمالي الاسمي للفرد دولار أمريكي          | 6.03 ألف                               | 9.25 ألف                 |
| الناتج المحلي الإجمالي للفرد دولار أمريكي                 | 11.99 ألف                              | 18.59 ألف                |
| مؤشر التنمية البشرية                                      | 0.740                                  | 0.777                    |
| رمز المكالمات الدولي                                      | +51                                    | +230                     |
| رمز الإنترنت                                              | .pe                                    | .mu                      |
| المنطقة الزمنية                                           | توقيت بيرو، 00                         | ت ع م+04:00              |

## منظمات دولية مشتركة
يشترك البلدان في عضوية مجموعة من المنظمات الدولية، منها:
| علم المنظمة | اسم المنظمة                               | تاريخ انضمام بيرو | تاريخ انضمام موريشيوس |
| ----------- | ----------------------------------------- | ----------------- | --------------------- |
|             | مؤسسة التنمية الدولية                     | 30 أغسطس 1961     | 23 سبتمبر 1968        |
|             | يونسكو                                    | 21 نوفمبر 1946    | 25 أكتوبر 1968        |
|             | وكالة ضمان الاستثمار متعدد الأطراف        | 2 ديسمبر 1991     | 28 ديسمبر 1990        |
|             | الأمم المتحدة                             | 31 أكتوبر 1945    | 24 أبريل 1968         |
|             | الفريق المعني برصد الأرض                  | ?                 | ?                     |
|             | الاتحاد البريدي العالمي                   | ?                 | ?                     |
|             | البنك الدولي للإنشاء والتعمير             | 31 ديسمبر 1945    | 23 سبتمبر 1968        |
|             | المنظمة الهيدروغرافية الدولية             | ?                 | ?                     |
|             | الاتحاد الدولي للاتصالات                  | 12 يوليو 1915     | 30 أغسطس 1969         |
|             | منظمة حظر الأسلحة الكيميائية              | ?                 | ?                     |
|             | مؤسسة التمويل الدولية                     | 20 يوليو 1956     | 23 سبتمبر 1968        |
|             | المركز الدولي لتسوية المنازعات الاستشارية | 8 سبتمبر 1993     | 2 يوليو 1969          |
|             | منظمة التجارة العالمية                    | ?                 | ?                     |
|             | منظمة الشرطة الجنائية الدولية             | ?                 | ?                     |

## وصلات خارجية
- موقع وزارة الخارجية البيروفية